# Marcin Baran
Marcin Baran, mit Pseudonym MET (* 16. November 1963 in Krakau) ist ein polnischer Dichter und Redakteur.

## Leben
Baran besuchte das Gymnasium in Krakau, wo er 1982 das Abitur ablegte. Anschließend nahm er ein Studium der Polonistik an der Jagiellonen-Universität auf. 1985 präsentierte er erstmals öffentlich seine Gedichte in der unabhängigen Krakauer Zeitschrift NaGłos. 1987 debütierte er als Lyriker unter dem Pseudonym MET mit seinen Gedichten in der Zeitschrift brulion, deren Mitbegründer er war und in der er bis 1990 seine Gedichte publizierte. Nach seinem Magisterium 1987 begann er eine Doktorarbeit, die er jedoch nicht beendete. Von 1987 bis 1988 sowie von 1990 bis 1991 arbeitete er im Verlag Wydawnictwo Literackie in Krakau. 1991 begann er zudem seine Tätigkeit als Radiojournalist und arbeitete für die Sender Radio Kraków (1991, 1993–1995) und Radio Mariackie (1992–1993). 1993 veröffentlichte er zusammen mit Marcin Świetlicki und Marcin Sendecki das Gedicht Wiersz wspólny (półfinałowy), das als Manifest des Dichterkreises um die Zeitschrift brulion gilt.
1996 begann er seine Arbeit für den Fernsehsender TVP, für den er Kultursendungen und Dokumentarfilme über Schriftsteller redigierte. Von 1996 bis 2004 war er Mitveranstalter des Festivals Warszawa Pisarzy. Von 2000 bis 2004 arbeitete er zudem für die Zeitschrift Przekrój. 2003 war er Mitbegründer des Vereins der Krimi- und Thrillerfreunde Stowarzyszenie Miłośników Kryminału i Powieści Sensacyjnej „Trup w szafie“ und gehörte mit Unterbrechungen der Jury für den Preis Wielki Kaliber an. Von 2004 bis 2006 war er Redakteur der Zeitschrift Arte und bis 2007 Leiter der Kulturredaktion des Senders Radio Kraków. Von 2009 bis 2011 war er stellvertretender Chefredakteur der Zeitung Dziennik Polski. 2012 begann er seine Arbeit im Historischen Museum in Krakau, dessen Verlagsleitung er 2013 übernahm. 2016 war er Programmdirektor des Internationalen Lyrikfestivals Silesius.
Er lebt in Krakau.

## Bibliografie

### Lyrik
- Pomieszanie. (1983–1988), 1990
- Sosnowiec jest jak kobieta. (1989–1991), 1992
- Sny słodkie jak chuj, 1995
- Sprzeczene fragmenty, 1996
- Zabiegi miłosne, 1996 (nominiert für den Nike-Literaturpreis 1997)
- Tanero, 1998
- Trylogia, 1998
- Prozak liryczny, 1999
- Bóg raczy wiedzieć, 2000
- Destylat, 2001
- Gnijąca wisienka i inne wcielenia, 2003
- Jeden Kraków 26 lat, 2007
- Mistyka i zmysły, 2008
- Mniej, więcej, wszystko, 2011
- Niemal całkowita utrata płynności, 2012 („Buch des Jahres“ des Breslauer Lyrikpreises Silesius 2013)
- Antologia, 2013
- Zebrane. Wiersze i poematy (1983–2013), 2013

### Sachbücher und Prosa
- Najnowszy podręczny senniczek polski, 1998, zusammen mit Dobrosław Rodziewicz
- Warszawa’44, 2004, zusammen mit Bożena Kalinowska und Marzena Kędra
- Kłopoty z mlekiem dla kota, 2013